# Anna Jagiellonka (1476–1503)
Anna Jagiellonka (ur. 12 marca 1476 w Nieszawie, zm. 12 sierpnia 1503 we Wkryujściu) – królewna polska, księżniczka litewska, księżna pomorska jako małżonka Bogusława X, księcia pomorskiego. 

## Pochodzenie i dzieciństwo
Anna była jedenastym dzieckiem, a piątą córką Kazimierza IV Jagiellończyka, króla Polski i wielkiego księcia litewskiego, i Elżbiety Rakuszanki, księżniczki austriackiej, królewny czeskiej i węgierskiej. Imię otrzymała po siostrze matki, Annie Habsburżance.
Braćmi Anny byli Władysław II Jagiellończyk, święty Kazimierz, Jan I Olbracht, Aleksander Jagiellończyk, Zygmunt I Stary i Fryderyk Jagiellończyk, a siostrami – Jadwiga, Zofia, Elżbieta (1465–1466), Elżbieta (1472–po 1480), Barbara i Elżbieta (1482–1517).
Od listopada 1479 do jesieni 1484 roku z rodzicami i częścią rodzeństwa przebywała na Litwie, a później towarzyszyła rodzinie w podróżach po Koronie i Litwie. Na temat jej wykształcenia nie zachowały się żadne informacje.

## Plany małżeńskie związane z Anną i ślub z Bogusławem X
Kazimierz Jagiellończyk usiłował wydać Annę za Maksymiliana Habsburga, syna niemieckiego cesarza Fryderyka III. Wiosną 1486 roku w Kolonii zjawili się polscy posłowie, którzy mieli ze sobą nawet portret Jagiellonki, lecz Habsburgowie nie podjęli rozmów na ten temat.
Na przełomie 1489 i 1490 roku w Bardzie bp Mikołaj Kościelecki w imieniu polskiej strony rozpoczął negocjacje z księciem pomorskim Bogusławem X w sprawie ślubu tego ostatniego z Anną. 7 marca 1490 w Grodnie Adam Podewils, starosta białogardzki; Werner Schulenburg, starosta szczeciński; Ryszard Schulenburg z zakonu joannitów oraz Bernard Roth podpisali w tej sprawie odpowiednią umowę. Jednocześnie odbył się ślub per procura Anny i Bogusława X; tego ostatniego zastępował Podewils.
Kazimierz Jagiellończyk na posag córki przeznaczył 32 tysiące złotych węgierskich; posag królewny został zabezpieczony zastawem na ziemiach lęborskiej i bytowskiej. 1 lutego 1491 Bogusław X nadał przyszłej żonie oprawę o wartości posagu na dobrach w Darłowie, Białogardzie i Gryficach. Sprawa spłaty przez Polskę posagu ciągnęła się przez kilka dziesięcioleci. 3 maja 1526 król Zygmunt Stary otrzymał od synów Bogusława X zrzeczenie się sumy 14 tysięcy zł w zamian za przekazanie w lenno Lęborka i Bytowa. Wypłata pozostałych 18 tys. zł nastąpiła zapewne dopiero w 1533.
Około 15 stycznia 1491 Anna opuściła Łęczycę. 2 lutego 1491 w Szczecinie poślubiła Bogusława X. Uroczystość weselna była bardzo wystawna, a brali w niej udział m.in. Zofia, matka Bogusława X, oraz jego szwagrowie – książęta Meklemburgii Magnus II i Baltazar.

## Anna jako księżna pomorska

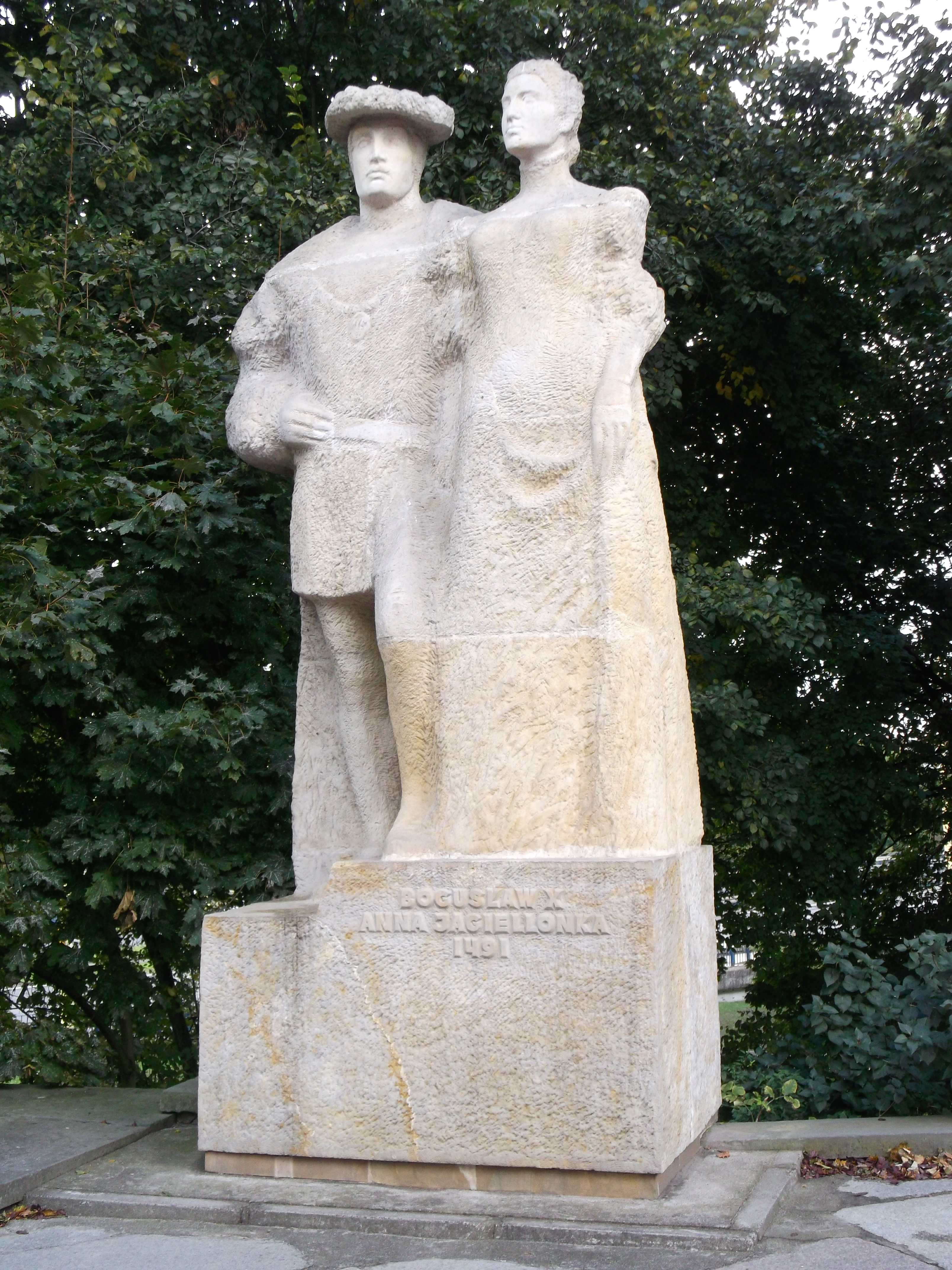
Anna Jagiellonka i Bogusław X

Anna poślubiła Bogusława X, mając zaledwie 14 lat. Była drugą żoną pomorskiego księcia, a ich małżeństwo przyczyniło się do umocnienia związku Polski z Pomorzem. W sporze z Brandenburgią, zakończonym układem w Pyrzycach z 26 marca 1493 roku, Bogusław X o mediację zwracał się do brata żony, polskiego króla Jana I Olbrachta.
Książęca para rezydowała głównie w Szczecinie, gdzie Bogusław X odnowił i rozbudował tamtejszy zamek. 16 grudnia 1496 roku Bogusław X opuścił księstwo, by wspierać cesarza Maksymiliana I w wojnie z Karolem VIII, królem Francji. Później udał się z pielgrzymką do Ziemi Świętej, z której powrócił 12 kwietnia 1498 roku. Na czas nieobecności księcia regencję sprawowali Benedykt Wallenstein, biskup kamieński, i Jerzy Kleist, kanclerz. W tym czasie Anna wydawała dokumenty (pomniejszej wagi według Fryderyka Papéego).

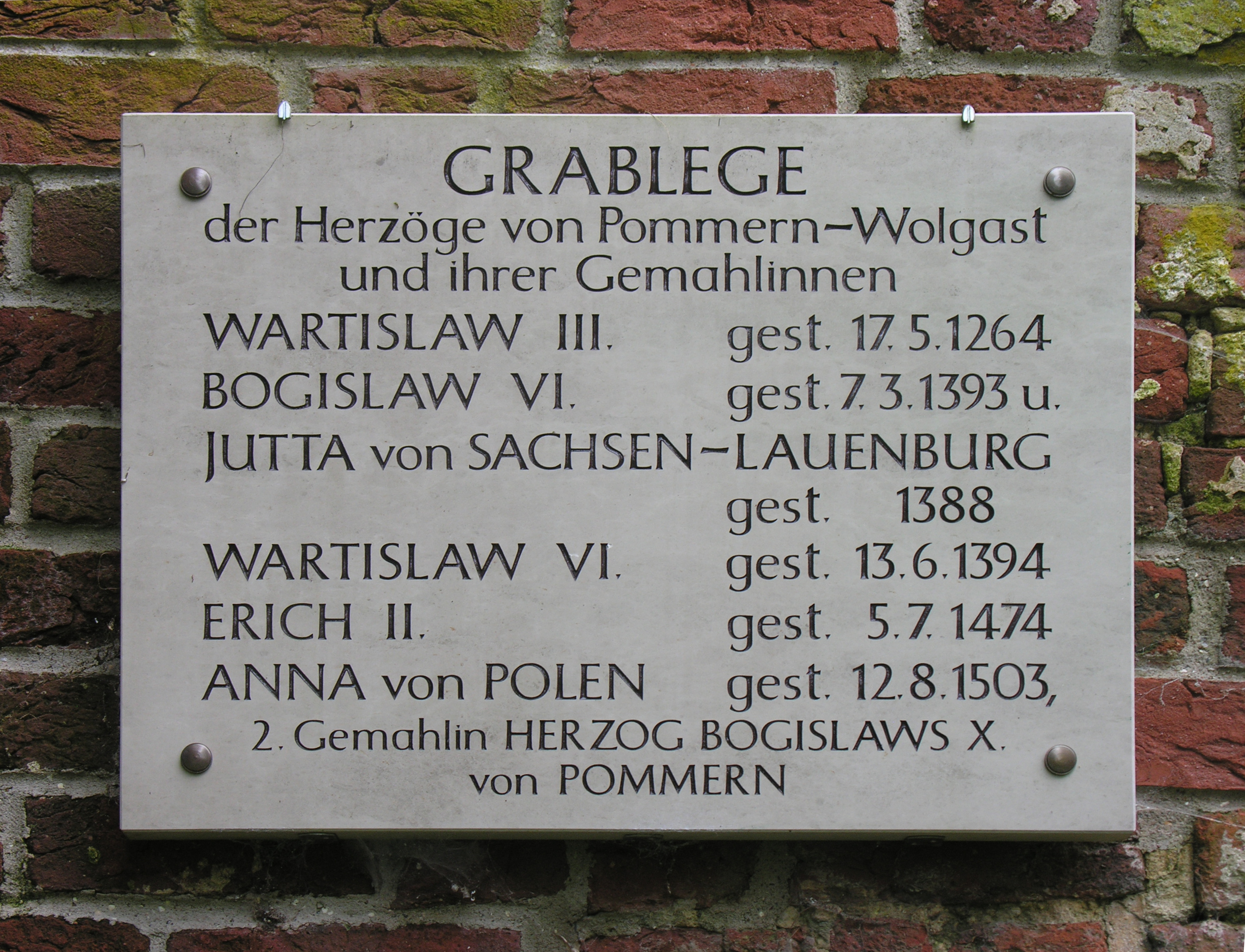
Tablica upamiętniająca pochówek Anny Jagiellonki

Jesienią 1502 roku, gdy doszło do buntu szczecińskich mieszczan, Bogusław X z rodziną przeniósł się do Gartz, skąd później odesłał żonę i dzieci do zamku we Wkryujściu. Tam też urodziła swoje najmłodsze dziecko – syna Ottona.
Według relacji Tomasza Kantzowa zachorowała, jak mówią jedni, z przestrachu z powodu szybkiego wyjazdu, jak mówią inni – ponieważ przybyła we Wkryujściu do komnat, które były świeżo wybielone wapnem, z czego opary uderzyły jej na serce. Współcześni badacze, opierając się na relacji kronikarza Joachima von Wedla, przypuszczają, że przyczyną śmierci Anny mogło być zapalenie płuc albo gruźlica.
Młodo zmarła księżna została pochowana w klasztorze Eldena pod Gryfią. Pochówek księżnej upamiętnia tablica wmurowana na ruinach klasztoru.

## Potomstwo
Z małżeństwa Anny i Bogusława X pochodzili:
- Anna (ur. 1491–1492, zm. 25 kwietnia 1550) – od 1515 żona Jerzego I brzeskiego, księcia legnickiego,
- Jerzy I (ur. 11 kwietnia 1493, zm. w nocy z 9 maja na 10 maja 1531) – książę pomorski,
- Kazimierz (ur. 28 kwietnia 1494, zm. 29 października 1518),
- Zofia (ur. na początku 1501, zm. 13 maja 1568[4]) – od 1518 r. żona Fryderyka, króla Danii i Norwegii,
- Elżbieta (ur. na początku 1499, zm. przed 27 maja 1518),
- Barnim (ur. 12 kwietnia 1500, zm. przed 2 grudnia 1501),
- Barnim IX Pobożny (ur. 2 grudnia 1501, zm. 2 listopada 1573) – książę pomorski,
- Otton IV (ur. przed 12 sierpnia 1503, zm. przed 1518).

## Genealogia
| Władysław II Jagiełło ur. ok. 1352 zm. 1 VI 1434 | Władysław II Jagiełło ur. ok. 1352 zm. 1 VI 1434 |                                                         |                                                         | Zofia Holszańska ur. ok. 1405 zm. 21 IX 1461 | Zofia Holszańska ur. ok. 1405 zm. 21 IX 1461 |  |  | Albrecht II Habsburg ur. 16 VIII 1397 zm. 27 X 1439 | Albrecht II Habsburg ur. 16 VIII 1397 zm. 27 X 1439 |                                               |                                               | Elżbieta Luksemburska ur. 1409 zm. 1442 | Elżbieta Luksemburska ur. 1409 zm. 1442 |
|                                                  |                                                  |                                                         |                                                         |                                              |                                              |  |  |                                                     |                                                     |                                               |                                               |                                         |                                         |
|                                                  |                                                  |                                                         |                                                         |                                              |                                              |  |  |                                                     |                                                     |                                               |                                               |                                         |                                         |
|                                                  |                                                  | Kazimierz IV Jagiellończyk ur. 30 XI 1427 zm. 7 VI 1492 | Kazimierz IV Jagiellończyk ur. 30 XI 1427 zm. 7 VI 1492 |                                              |                                              |  |  |                                                     |                                                     | Elżbieta Rakuszanka ur. 1436 zm. 30 VIII 1505 | Elżbieta Rakuszanka ur. 1436 zm. 30 VIII 1505 |                                         |                                         |
|                                                  |                                                  |                                                         |                                                         |                                              |                                              |  |  |                                                     |                                                     |                                               |                                               |                                         |                                         |
|                                                  |                                                  |                                                         |                                                         |                                              |                                              |  |  |                                                     |                                                     |                                               |                                               |                                         |                                         |
|                                                  |                                                  |                                                         |                                                         |                                              |                                              |  |  |                                                     |                                                     |                                               |                                               |                                         |                                         |

|                                   |                                   | Bogusław X ur. 3 VI 1454 zm. 5 X 1523 OO 2 II 1491 | Bogusław X ur. 3 VI 1454 zm. 5 X 1523 OO 2 II 1491 | Anna Jagiellonka ur. 12 III 1476 zm. 12 VIII 1503 | Anna Jagiellonka ur. 12 III 1476 zm. 12 VIII 1503 |                                  |                                  |                                              |                                              |
|                                   |                                   |                                                    |                                                    |                                                   |                                                   |                                  |                                  |                                              |                                              |
|                                   |                                   |                                                    |                                                    |                                                   |                                                   |                                  |                                  |                                              |                                              |
|                                   |                                   |                                                    |                                                    |                                                   |                                                   |                                  |                                  |                                              |                                              |
| Anna ur. 1491–1492 zm. 25 IV 1550 | Anna ur. 1491–1492 zm. 25 IV 1550 | Jerzy I ur. 11 IV 1493 zm. 9/10 V 1531             | Jerzy I ur. 11 IV 1493 zm. 9/10 V 1531             | Kazimierz ur. 28 IV 1494 zm. 29 X 1518            | Kazimierz ur. 28 IV 1494 zm. 29 X 1518            | Elżbieta ur. 1499 zm. przed 1518 | Elżbieta ur. 1499 zm. przed 1518 | Barnim ur. 12 IV 1500 zm. przed 2 XII w 1501 | Barnim ur. 12 IV 1500 zm. przed 2 XII w 1501 |
|                                   |                                   |                                                    |                                                    |                                                   |                                                   |                                  |                                  |                                              |                                              |
| Zofia ur. 1498 zm. 13 V 1568      | Zofia ur. 1498 zm. 13 V 1568      | Barnim IX Pobożny ur. 2 XII 1501 zm. 2 XI 1573     | Barnim IX Pobożny ur. 2 XII 1501 zm. 2 XI 1573     | Otton IV ur. przed 12 VIII w 1503 zm. przed 1518  | Otton IV ur. przed 12 VIII w 1503 zm. przed 1518  |                                  |                                  |                                              |                                              |